# Erklärungsbewusstsein
Das Erklärungsbewusstsein (auch Erklärungswille oder abstrakter Rechtsfolgewille) gehört im Rahmen der Rechtsgeschäftslehre gemeinsam mit dem Handlungswillen und dem Geschäftswillen zum subjektiven Teil einer Willenserklärung. Eine Person hat Erklärungsbewusstsein, wenn sie weiß, dass sie mit ihrer Handlung irgendwie rechtsgeschäftlich tätig wird. Welche Erklärung genau gewollt ist, ist dagegen keine Frage des Erklärungsbewusstseins, sondern des Geschäftswillens. Verwandt mit dem Erklärungsbewusstsein ist der Rechtsbindungswille.

## Schulbeispielsfall
Ein berühmter Schulbeispielsfall zum Fehlen des Erklärungsbewusstseins ist die Trierer Weinversteigerung: Hierbei hebt der Handelnde bei einer Weinversteigerung seine Hand zum Gruße eines Freundes. Er hat nicht das Bewusstsein, damit eine rechtsverbindliche Erklärung abgegeben zu haben. Ihm wird darauf zu seiner großen Überraschung ein Fass Moselwein zugeschlagen.

## Erklärungsbewusstsein in der Dogmatik der Willenserklärungen
Umstritten ist, ob das Erklärungsbewusstsein notwendiges subjektives Tatbestandsmerkmal einer Willenserklärung ist. Als konstitutives Element einer Willenserklärung verlangt die Rechtsdogmatik den Handlungswillen. Ähnlich wie beim Geschäftswillen (Umkehrschluss aus der Anfechtbarkeit wegen Inhaltsirrtums) wird oft davon ausgegangen, dass das Erklärungsbewusstsein zwar typischerweise, aber nicht notwendig vorliegt.

## Rechtsfolgen
Die Rechtsfolgen aus dem Fehlen eines solchen Erklärungswillens sind streitig.
Einerseits wird angenommen, dass § 118 BGB („Scherzerklärung“) analog anzuwenden sei, weil auch dort das Erklärungsbewusstsein fehle. Die Willenserklärung ohne Erklärungsbewusstsein führe zur Nichtigkeit.
Andere halten die Fälle aber nicht für vergleichbar und die Lösung für nicht tragfähig. Während bei der Scherzerklärung der Erklärende gar nicht damit rechne, „beim Wort genommen zu werden“, habe der Erklärende ansonsten durchaus ein Interesse daran, eine für ihn günstige Erklärung gelten zu lassen. Daher sei eine Anfechtung nach § 119 Abs. 1 Alt.2 BGB analog möglich, die Willenserklärung aber zunächst wirksam. Die Anfechtung führte dann (ebenso wie die Anwendung des § 118 BGB) zu einer Schadensersatzpflicht aus § 122 BGB. Der Bundesgerichtshof hat sich für die Anfechtbarkeit der Willenserklärung jedenfalls in den Fällen entschieden, in denen der Erklärende fahrlässig nicht bemerkt hat, dass er rechtsgeschäftlich handelt. In diesem Zusammenhang wird neben dem Trierer Weinversteigerungs-Fall häufig der Sparkassenfall aus dem Jahr 1984 zitiert. Ungewollt – also ohne Erklärungsbewusstsein – hatte eine Bank fahrlässig eine Bürgschaftserklärung für einen ihrer Kunden ausgesprochen und nach Entdeckung des Irrtums den Gläubiger darauf hingewiesen, dass eine Bürgschaftsübernahme nicht beabsichtigt war. Nachdem der Gläubiger des Kunden selbigen nicht belangen konnte, nahm er die Bank aus der Bürgschaft in Anspruch. Der BGH hielt fest, dass er die abgegebene „Bürgschaftserklärung“ nicht für nichtig, sondern für anfechtbar hielt.
Unter Berücksichtigung der Kriterien Wahlrecht, Geltungsrisiko und Schadensersatz ist auch die Lösung einer schwebenden Unwirksamkeit mittels einer Gesamtanalogie zu §§ 108 ff. und §§ 177 ff. BGB. Durch die Genehmigungsmöglichkeit hat der Betreffende das Wahlrecht, unterliegt jedoch nicht dem Geltungsrisiko und damit einer Fristverstreichung. Ein Schadensersatz kann sich dann bei Verschulden aus culpa in contrahendo (§ 280 Abs. 1, § 241 Abs. 2, § 311 Abs. 2 BGB) ergeben.